# Episodi di Portlandia (sesta stagione)
La sesta stagione della serie televisiva Portlandia, composta da dieci episodi, è stata trasmessa sul canale statunitense IFC dal 21 gennaio al 24 marzo 2016.
In Italia la serie è inedita.
| n° | Titolo originale    | Titolo italiano | Prima TV USA     | Prima TV Italia |
| -- | ------------------- | --------------- | ---------------- | --------------- |
| 1  | Pickathon           |                 | 21 gennaio 2016  |                 |
| 2  | Going Gray          |                 | 28 gennaio 2016  |                 |
| 3  | Shville             |                 | 4 febbraio 2016  |                 |
| 4  | Weirdo Beach        |                 | 11 febbraio 2016 |                 |
| 5  | Breaking Up         |                 | 18 febbraio 2016 |                 |
| 6  | TADA                |                 | 25 febbraio 2016 |                 |
| 7  | Family Emergency    |                 | 3 marzo 2016     |                 |
| 8  | First Feminist City |                 | 10 marzo 2016    |                 |
| 9  | Lance Is Smart      |                 | 17 marzo 2016    |                 |
| 10 | Noodle Monster      |                 | 24 marzo 2016    |                 |